# Kusonija
Kusonija, rod drveća i grmova iz porodice brestanjevki, smješten u potporodicu Aralioideae. Postoji 20 vrsta koje rastu po velikim dijelovima Afrike i jugu Arapskog poluotoka.

## Vrste
1. Cussonia angolensis (Seem.) Hiern
2. Cussonia arborea Hochst. ex A.Rich.
3. Cussonia arenicola Strey
4. Cussonia bancoensis Aubrév. & Pellegr.
5. Cussonia brieyi De Wild.
6. Cussonia corbisieri De Wild.
7. Cussonia gamtoosensis Strey
8. Cussonia holstii Harms ex Engl.
9. Cussonia jatrophoides Hutch. & E.A.Bruce
10. Cussonia natalensis Sond.
11. Cussonia nicholsonii Strey
12. Cussonia ostinii Chiov.
13. Cussonia paniculata Eckl. & Zeyh.
14. Cussonia sessilis Lebrun
15. Cussonia sphaerocephala Strey
16. Cussonia spicata Thunb.
17. Cussonia thyrsiflora Thunb.
18. Cussonia transvaalensis Reyneke
19. Cussonia zimmermannii Harms
20. Cussonia zuluensis Strey